# Dom smutsiga hundarna
Dom smutsiga hundarna var ett rockband från Göteborg som tillhörde proggrörelsen.
Bandet bildades 1969 av Ingemar E. Nilsson och Ingmar "Tomten" Flurén och medverkade på den första musikfesten på Gärdet i Stockholm 1970, då bandet kompletterades av medlemmar från Träd, Gräs och Stenar. Nilsson lämnade bandet redan hösten samma år, men fortsatte som låtskrivare. Bandet fortsatte att framträda i olika sammanhang, men kom att kännetecknas av en rad medlemsskiften.
När bandet 1977 gav ut sitt första egna album hade man hittat en konstellation bestående av Gunnar Ekström (egentligen Bert Gren, keyboards), Ingmar "Tomten" Flurén (sång, percussion, munspel), Jaak Talvend (sång, gitarr), Jan Svensson (bas) och Tommy Lahger (trummor), vilken kom att bestå även på det andra (1979). Bert Gren, som då var musikjournalist på Göteborgs-Posten, är son till fotbollslegendaren Gunnar Gren, som på bandets andra album för övrigt själv medverkade som gästartist på mandolin. Deras musik var på det andra albumet delvis influerad av punkrocken.
Därefter skedde nya ombildningar och inför inspelningen av det tredje albumet bestod bandet av Bebe Risenfors (saxar, gitarr, sång, slagverk), Ingmar Flurén (sång), Jan Svensson (bas), Jonas Wicktor (trummor, slagverk), Lena Klarström (sång) samt Magnus Haglund (sång, gitarr, piano och harmonium). Bandet upplöstes en kort tid efter att det tredje albumet utgivits 1983.
Dom Smutsiga Hundarna har bara återförenats som band ett fåtal gånger – och då alltid i den konstellation som gjorde de två 70-talsalbumen.

## Diskografi
Studioalbum
- 1977 – Vårdsjuk blågul fanblues (MNW 77P)
- 1979 – Hotel Cancer (Nacksving 031-19)
- 1983 – Framtiden rusar emot dig (Nacksving 031-49)[5]

Singlar
- 1977 – "För din nakenhets skull" / "Visa i Molom" (MNW 48S)
- 1979 – "Hinderloppssång" / "Lucille" (Nacksving 45-02)
- 1982 – "Festen är över" / "Sista dansen" (Nacksving 45-17)

Samlingsalbum (div. artistet)
- 1975 – LIM – Levande improviserad musik från Göteborg (LIM 001)[6]